# The King (série télévisée)
Pour les articles homonymes, voir The King.
The King (Król) est une série télévisée policière polonaise en huit épisodes de 58 minutes, réalisée par Jan P. Matuszyński et diffusée depuis le 6 novembre 2020.
Elle est inspirée du roman de Szczepan Twardoch du même titre.

## Synopsis
Juifs et antisémites, gangsters et boxeurs. Combats de rue et intrigues politiques. 1937. Varsovie est l'arène des luttes de pouvoir entre diverses factions politiques. Une conspiration au sommet du pouvoir peut changer la face de la capitale et de toute la Deuxième république polonaise. La ville est secouée par un gang dirigé par un socialiste polonais Jan Kaplica. Le leader en est un boxeur juif Jakub Szapiro qui rêve de remplacer Kaplica et de devenir le roi de Varsovie. Le spectre du fascisme plane sur l'Europe.

## Distribution
- Michał Żurawski (VFB : Michelangelo Marchese) : Jakub Szapiro
- Arkadiusz Jakubik (VFB : Benoît Van Dorslaer) : Jan « Kum » Kaplica
- Magdalena Boczarska (VFB : Colette Sodoyez) : Ryfka Kij
- Borys Szyc (VFB : Simon Duprez) : Janusz Radziwiłek
- Kacper Olszewski (VFB : Thibaut Delmotte) : Mosze Bernsztajn
- Adam Bobik (VFB : Gauthier de Fauconval) : Bronisław Żwirski
- Andrzej Seweryn : Jerzy Ziembiński, procureur
- Piotr Pacek : Andrzej Ziembiński
- Lena Góra (VFB : Marcha Van Boven) : Anna Ziembińska
- Paweł Wolak (VFB : Martin Spinhayer) : Pantaleon Karpinski
- Barbara Jonak : Stanisława Tabaczyńska
- Adam Ferency : Felicjan Sławoj Składkowski, Premier ministre
- Bartłomiej Topa : Litwińczuk ,secrétaire du Premier ministre Sławoj Składkowski
- Krzysztof Pieczyński (VFB : Bruno Georis) : colonel Adam Koc (en)
- Andrzej Szeremeta : maréchal Edward Rydz-Śmigły
- Aleksandra Pisula (VFB : Maia Baran) : Emilia, partenaire de Jakub Szapiro
- Piotr Żurawski : Moryc Szapiro, le frère de Jakub
- Masza Wągrocka : Zosia, la fiancée de Moryc Szapiro
- Mikołaj Kubacki : Edward Tiutczew "Eduardo"
- Andrzej Kłak : Munja Weber,le chauffeur de "Kuma"
- Julia Lewenfisz-Górka : Magda Aszer,  la petite amie de Mosze Bernsztajn

## Production
La période de tournage a duré d'avril au 1er octobre 2019. Lieux de tournage : Varsovie, Modlin , Konstancin, Milanówek , Łódź (l'intersection des rues Piotrkowska et Roosevelta, l'intersection des rues Żeromskiego et Próchnika, la synagogue Reicher,).
L'intrigue de la série mêle à la fois des personnages existants et fictifs, mais inspirés de vrais personnes. Les vrais politiciens de l'époque de la Deuxième république polonaise (principalement Sanacja) comprennent le Premier ministre Felicjan Sławoj Składkowski, le maréchal Edward Rydz-Śmigły et le colonel Adam Koc (en). Jakub Szapiro s'inspire du boxeur poids léger d'avant-guerre Szapsel Rotholc, pendant un certain temps l'un des principaux combattants de Makabi Varsovie.

## Épisodes
La série compte huit épisodes sans titre.

### Fiche technique
Sauf indication contraire ou complémentaire, les informations mentionnées dans cette section peuvent être confirmées par la base de données IMDb.
- Titre original : Król
- Titre français : The King
- Réalisation : Jan P. Matuszyński
- Scénario : Łukasz M. Maciejewski et  Dana Łukasińska
- Casting : Michał Żurawski, Arkadiusz Jakubik, Magdalena Boczarska, Borys Szyc
- Sociétés de production : Canal+ et Aurum Film
- Société de distribution : Canal+
- Pays de production : Pologne
- Langue originale : polonais
- Genre : thriller,drame
- Durée : 58 minutes
- Date de première diffusion : 6 novembre 2020